# Roudon
Le Roudon est un cours d'eau français coulant dans le département de l'Allier, en région Auvergne-Rhône-Alpes, et un affluent gauche du fleuve la Loire.

## Géographie
Le Roudon a une longueur de 36 kilomètres. 
Il prend sa source dans la commune de Montcombroux-les-Mines, en bordure de la D 124, à 372 m d'altitude, s'écoule globalement vers le nord et se jette dans la Loire, dans la commune de Diou, à 207 m d'altitude.

### Communes et cantons traversés
Dans le seul département de l'Allier, le Roudon traverse ou borde les cinq communes suivantes, de l'amont vers l'aval, de Montcombroux-les-Mines (source), Liernolles, Monétay-sur-Loire, Saligny-sur-Roudon et Diou (confluence).
Soit en termes de cantons, le Roudon prend source dans le canton de Dompierre-sur-Besbre, traverse et conflue dans le canton de Moulins-2, dans les arrondissement de Vichy et arrondissement de Moulins et dans la seule intercommunalité communauté de communes Entr'Allier Besbre et Loire.

### Toponymes
Le Roudon a donné son hydronyme à la commune de Saligny-sur-Roudon.

### Bassin versant
Les bassins hydrographiques sont découpés dans le référentiel national BD Carthage en éléments de plus en plus fins, emboîtés selon quatre niveaux : régions hydrographiques, secteurs, sous-secteurs et zones hydrographiques. Le bassin versant du Roudon s'insère au sein du bassin DCE plus large « La Loire, les cours d'eau côtiers vendéens et bretons ».
Le Roudon traverse les cinq zones hydrographiques « La Besbre du Graveron (NC) à la Loire (NC) » (K156), « le Roudon de sa source au Balinet (NC) » (K145), « La Loire du bras du rau de Lodde (NC) au Roudon (NC) » (K144), « le Balinet & ses affluents » (K146), « le Roudon du Balinet (NC) à la Loire & la Loire du Roudon à la Besbre (NC) » (K147),,. 

### Organisme gestionnaire
En France, la gestion de l’eau, soumise à une législation nationale et à des directives européennes, se décline par bassin hydrographique, au nombre de sept en France métropolitaine, échelle cohérente écologiquement et adaptée à une gestion des ressources en eau. Le Roudon est sur le territoire du bassin Loire-Bretagne et l'organisme de gestion à l'échelle du bassin est l'agence de l'eau Loire-Bretagne.

## Affluents
Le Roudon a vingt-cinq tronçons affluents référencés dont un seul est de longueur supérieure à dix kilomètres :
- Le Balinet (rg[note 2]), 11 km avec onze affluents et de rang de Strahler trois.

Deux autres affluents sont de moins de cinq kilomètres de longueur et rang de Strahler supérieur à un (avec affluents) sont relevés :
- les Devines (rg) 4,39 km avec six affluents et de rang de Strahler deux.
- Le Fatay (rg) 3,56 km avec un affluent et de rang de Strahler trois.

### Rang de Strahler
Don le rang de Strahler du Roudon est de quatre par le Balinet ou le Fatay.

## Hydrologie
Son régime hydrologique est dit pluvial.

## Aménagements et écologie

### Lieux-dits
Son cours on observe les lieux-dits le Moulin Roudon, la Sapinière, le Bois de la Garenne, le Moulin de Valtan, le Bois des Pigots, le Pont Rouge, le Gué, le Bouchat, la Ratte, la station d'épuration de Saligny-sur-Roudon, le Moulin de la Cropte, les Poiriers, la Goutte Recreu, les Prats.